# Brigitte Lastrade
Brigitte Jeanne Lastrade (Montreal, 31 de mayo de 1972) es una deportista canadiense que compitió en judo. Ganó dos medallas en los Juegos Panamericanos en los años 1991 y 1999, y tres medallas en el Campeonato Panamericano de Judo entre los años 1990 y 1999.

## Palmarés internacional
| Juegos Panamericanos    | Juegos Panamericanos | Juegos Panamericanos | Juegos Panamericanos |
| Año                     | Lugar                | Medalla              | Categoría            |
| ----------------------- | -------------------- | -------------------- | -------------------- |
| 1991                    | La Habana (Cuba)     | Medalla de bronce    | –48 kg               |
| 1999                    | Winnipeg (Canadá)    | Medalla de bronce    | –57 kg               |
| Campeonato Panamericano |                      |                      |                      |
| Año                     | Lugar                | Medalla              | Categoría            |
| 1990                    | Caracas (Venezuela)  | Medalla de bronce    | –48 kg               |
| 1997                    | Guadalajara (México) | Medalla de plata     | –56 kg               |
| 1999                    | Montevideo (Uruguay) | Medalla de bronce    | –57 kg               |